# Tehniško varstvo okolja
Tehniško varstvo okolja je študijski program na Fakulteti za strojništvo v Mariboru, v izvajanju od leta 1999. Cilj študija tehniškega varstva okolja je pridobiti znanje za razvoj konceptov in postopkov, ki bodo zmanjšali okoljske obremenitve.  Končni cilj področja tehniškega varstva okolja je realizacija teh idej v praksi in s tem neposredni učinek na varovanje našega okolja.